# Aida López
Aida López (Ciutat de Mèxic, 29 de març de 1963) és una actriu mexicana. Va debutar al cinema l'any 1997 amb la pel·lícula The Blood Oranges i en 2002 fa la pel·lícula amb la qual colliria més èxit, Frida. Quant a la televisió té des de 2008 fins a 2012 un paper important en la sèrie Capadocia on interpreta a Ana Morena. En 2006 és nominada per la millor co-actuació femenina a un premi Ariel en la pel·lícula Mezcal de Ignacio Ortiz. El 2022 fou nominada novamant al premi Ariel a la millor coactuació femenina en la pel·lícula Nudo mixteco d'Ángeles Cruz

## Pel·lícules
| Any  | Títol                                   | Paper          | Director              |
| ---- | --------------------------------------- | -------------- | --------------------- |
| 1997 | The Blood Oranges                       | Rosella        | Philip Haas           |
| 2002 | Frida                                   | Criada de Lupe | Julie Taymor          |
| 2006 | Mezcal                                  | Isabel         | Ignacio Ortiz         |
| 2007 | Quemar las naves                        | Chayo          | Francisco Franco Alba |
| 2009 | Tres piezas de amor en un fin de semana | Tía Célia      | Salvador Aguirre      |
| 2010 | El mar muerto                           | María          | Ignacio Ortiz         |
| 2012 | La madre                                |                | Ernesto Martínez      |
| 2013 | No se ponga así                         | Mare           | Percival Argüero      |
| 2014 | Oasis                                   | Nieves         | Carmen Jiménez        |
| 2017 | Belzebuth                               | Elena          | Emilio Portes         |
| 2017 | Las Candelarias (curt)                  | Lena           |                       |
| 2021 | Nudo mixteco                            | Chabela        |                       |

## Televisió
| Any       | Títol                    | Paper                 | Notes                  |
| --------- | ------------------------ | --------------------- | ---------------------- |
| 2002      | La virgen de Guadalupe   | Malinali              | Minisèrie              |
| 2004      | Zapata: Amor en rebeldía |                       | Minisèrie              |
| 2010      | Las Aparicio             | Rosario Miranda       | Episodi 1, temporada 1 |
| 2008-2012 | Capadocia                | Ana Morena 'La Negra' | 37 episodis            |
| 2017-2018 | Ingobernable             | Chela Lagos           | Serie                  |
| 2020      | El candidato             | Ofelia                | Sèrie                  |
| 2021      | Monarca                  | Xochitl               | 1 episodi temporada 2  |
| 2022      | Un extraño enemigo       | Amalia                | 2 episodis temporada 2 |